# Чита Сант'Анђело
Чита Сант'Анђело (итал. Città Sant'Angelo) је насеље у Италији у округу Пескара, региону Абруцо.
Према процени из 2011. у насељу је живело 2451 становника. Насеље се налази на надморској висини од 184 м.

## Становништво
Према резултатима пописа становништва 2011. у општини је живело 14.379 становника.
| 1931. | 1936. | 1951. | 1961. | 1971. | 1981. | 1991.  | 2001.  | 2011.  |
| ----- | ----- | ----- | ----- | ----- | ----- | ------ | ------ | ------ |
| 8.988 | 9.371 | 9.488 | 8.310 | 8.509 | 9.244 | 10.164 | 11.952 | 14.379 |